# Стінки (селище)
Стінки́ — селище Костянтинівської міської громади Краматорського району Донецької області, Україна.

## Загальні відомості
Відстань до центру громади становить близько 9 км і проходить автошляхом місцевого значення.
Відстань до найближчої пасажирської зупинної залізничної платформи 24 км - 1,7 км.
Відстань до районного центру становить близько 27,5 км автошляхами місцевого значення.
Землі селища межують із селами Попасне та Подільське Костянтинівської громади.

## Географія
Селище розташоване біля заповідної ділянки "Урочище Стінки" площею 100,9 га, що входить до загальної площі Регіонального ландшафтного парку "Клебан-Бик".
Тут зібране унікальне різнотрав'я із понад 100 найменувань. Серед яких до Червоної книги України занесені: Рястка Буше, тюльпан дібровний, ковила волосиста, ковила Лессінга.
Урочище Стінки вперше нанесене но мапу 1888 року. Саме звідси і походить назва селища.

## Історична довідка
Селище засноване на початку XIX століття. 
За даними перепису населених пунктів Артемівської округи 1926 року, хутір Стінки підпорядковувався Віролюбівській сільській раді.
1930 року, в рамках політики насильницької колективізації, землі хутора були приєднані до радгоспу "Хімік". Центральна садиба радгоспу розташовувалася в селищі Червоне, а 1988 року була перенесена до Новодмитрівки.
На фронтах Другої світової війни загинули 10 мешканців селища.
13 серпня 1954 року селище Стінки Віролюбівської сільської ради перепідпорядкували Миколаївській сільській раді.
9 квітня 1992 року селище Стінки та Червоне Миколаївської сільради та село Іжевка Кіндратівської сільради перейшли у підпорядкування Новодмитрівської сільської ради.

## Інфраструктура
- Дошкільний навчальний заклад №4 "Колобок" загального розвитку, що знаходиться в комунальній власності Новодмитрівської сільської ради;[9]
- ФАП селища Стінки;
- Сільський клуб;[10]
- У 80 роках XX століття на північно-західних околицях селища функціонував піонерський табір "Сонячний" від Костянтинівського хімічного заводу. Своє існування табір припинив ще за часів радянської влади[11]

## Вулиці
- провулок Бикова (колишня Енгельса);
- вулиця Богдана Хмельницького (колишня Кутузова);
- вулиця Героїв України (колишня Черняховського);
- вулиця Лесі Українки (колишня Пролетарська);
- вулиця Лобановського (колишня Жданова);
- вулиця Набережна;
- вулиця Свободи (колишня 8 Марта).[12]

## Населення
Станом на 1989 рік у селищі проживали 363 особи, серед них — 158 чоловіків і 205 жінок.
За даними перепису населення 2001 року у селищі проживали 265 осіб. Рідною мовою назвали:
| Мова       | Кількість осіб | Відсоток |
| ---------- | -------------- | -------- |
| російська  | 237            | 89,43%   |
| українська | 27             | 10,19%   |
| інші       | 1              | 0,38%    |

## Відомі особистості
Смоленська Євгенія Федорівна (1919—1989) — радянська оперна співачка лірико-драматичне сопрано, солістка Большого театру (1947-1972). Заслужена артистка РРФСР (1951).

## Клімат
| Клімат Стінок           | Клімат Стінок | Клімат Стінок | Клімат Стінок | Клімат Стінок | Клімат Стінок | Клімат Стінок | Клімат Стінок | Клімат Стінок | Клімат Стінок | Клімат Стінок | Клімат Стінок | Клімат Стінок | Клімат Стінок |
| Показник                | Січ.          | Лют.          | Бер.          | Квіт.         | Трав.         | Черв.         | Лип.          | Серп.         | Вер.          | Жовт.         | Лист.         | Груд.         | Рік           |
| Середній максимум, °C   | −3            | −2,3          | 2,9           | 13,9          | 21,2          | 25,0          | 26,6          | 26,0          | 20,3          | 12,3          | 4,5           | 0,0           | 12,3          |
| Середня температура, °C | −6            | −5,5          | −0,4          | 9,2           | 16,0          | 19,8          | 21,5          | 20,7          | 15,4          | 8,3           | 1,7           | −2,6          | 8,2           |
| Середній мінімум, °C    | −9            | −8,6          | −3,7          | 4,6           | 10,8          | 14,6          | 16,4          | 15,5          | 10,5          | 4,3           | −1            | −5,1          | 4,1           |
| Норма опадів, мм        | 45            | 35            | 29            | 39            | 44            | 59            | 52            | 41            | 38            | 30            | 43            | 48            | 503           |
| ----------------------- | ------------- | ------------- | ------------- | ------------- | ------------- | ------------- | ------------- | ------------- | ------------- | ------------- | ------------- | ------------- | ------------- |
| Джерело:                |               |               |               |               |               |               |               |               |               |               |               |               |               |